# Thrust SSC
Thrust SSC est un véhicule terrestre supersonique, détenteur du record absolu de vitesse au sol avec une vitesse moyenne de 1 228 km/h tenue sur une distance de 1,609 km (un mille), réalisé le 15 octobre 1997. Il fut piloté à cette occasion par l'ancien pilote de chasse britannique Andy Green.

## Description

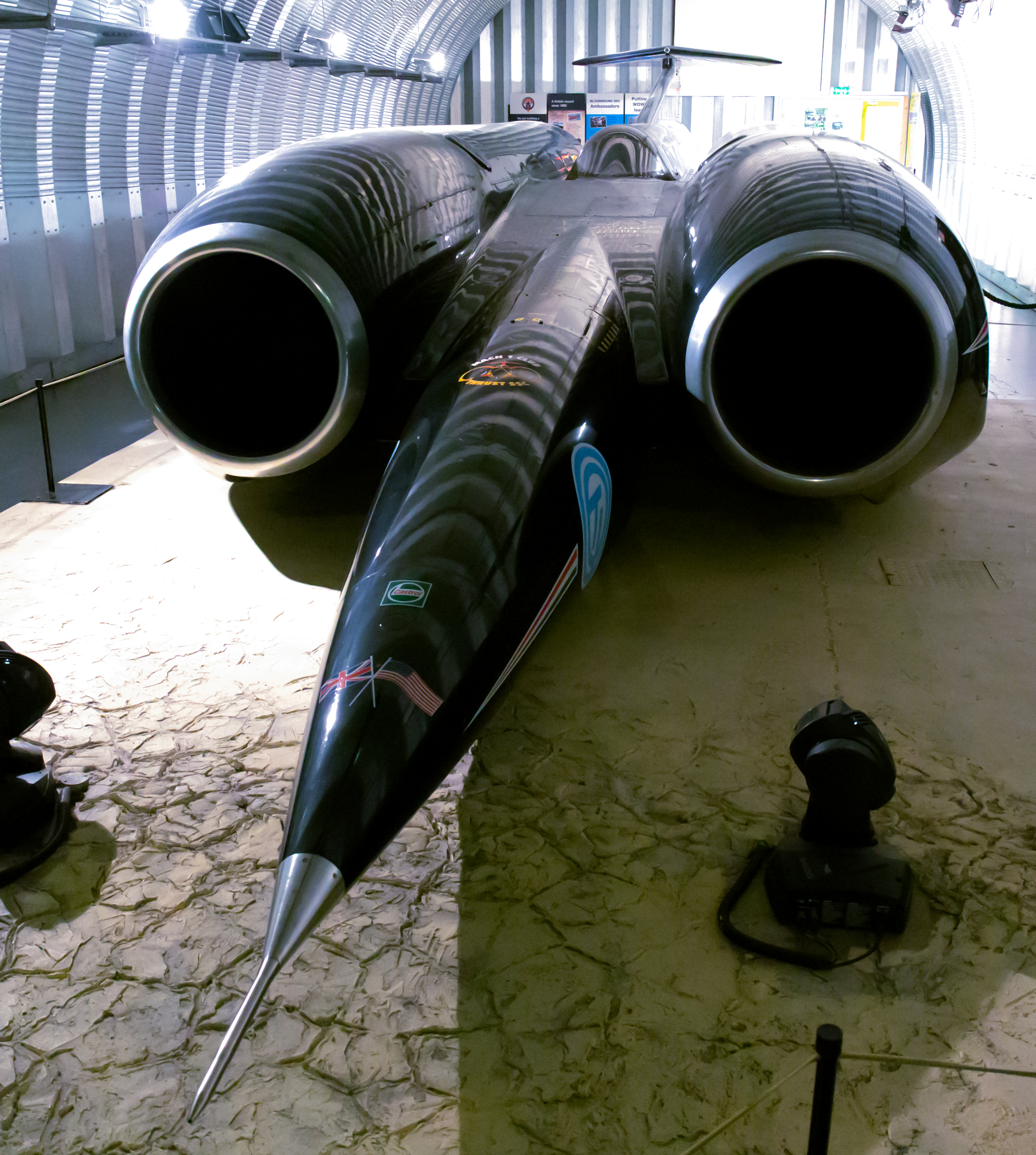
Le Thrust SSC en exposition au musée des transports de Coventry.

Thrust SSC est un engin développé par l'équipe anglaise de Richard Noble, Glynne Bowsher, Ron Ayers et Jeremy Bliss. Il est équipé de deux turboréacteurs à postcombustion développant une puissance d'environ 78 MW (223 kN à 1223 km/h, soit 106 000 ch), ce qui en faisait à l'époque le véhicule terrestre le plus puissant jamais conçu.
Pesant 10,5 tonnes environ, Thrust SSC est capable d'accélérer de 0 à 100 km/h en 1,6 seconde environ et de franchir le mur du son en une trentaine de secondes. Son nom vient du mot anglais « thrust », qui signifie « poussée », et du sigle SSC pour SuperSonic Car.

## Record de vitesse

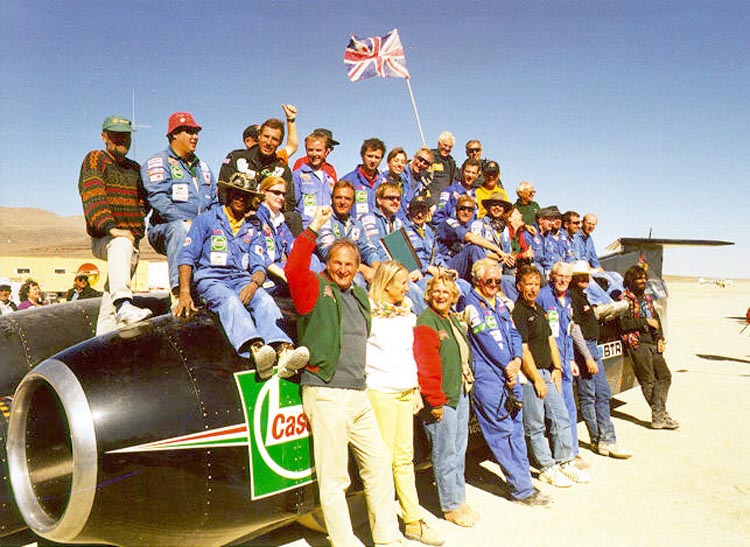
Le Thrust SSC et son équipe.

L'objectif de l'équipe de Thrust SSC est de franchir le mur du son, soit environ 1 200 km/h.
Le 25 septembre 1997, dans le désert de Black Rock du Nevada aux États-Unis, Thrust SSC atteint 1 149,30 km/h. Lors d'une seconde tentative, le 15 octobre 1997, soit très exactement 50 ans et un jour après que le mur du son a été franchi pour la première fois, un record est établi au même endroit à 1 227,986 km/h (1 227,985 km/h selon la FIA), soit plus de 340 mètres par seconde. Thrust SSC devient ainsi le premier véhicule roulant au sol à atteindre officiellement le mur du son, la vitesse du record représentant une pointe à Mach 1,01 dans les conditions physiques du moment.
L'équipe du Budweiser Rocket revendique la primauté d'un tel record, ayant annoncé en 1979 une vitesse en pointe de 1 190,317 km/h, soit Mach 1,0106 dans les conditions physiques du moment. Cette performance n'a toutefois pas été officiellement homologuée, et la réalité même de ce record est contestée.
Si la pointe de vitesse de Thrust SSC représente le record absolu de vitesse au sol homologué pour un engin piloté, elle n'est pas la plus haute vitesse atteinte sur Terre. Ainsi, le 30 avril 2003, un engin expérimental automatisé, évoluant sur rails et équipé d'un moteur-fusée à quatre étages, a atteint sur la base militaire américaine d'Holloman — également appelée HHSTT — la vitesse de 10 385 km/h.